# Florian Zwißler
Florian Zwißler (* 25. Februar 1976 in Stuttgart) ist ein deutscher Komponist und Improvisationsmusiker (Synthesizer, Elektronik).  

## Leben und Wirken
Zwißler studierte nach dem Abitur in Esslingen von 1995 bis 1998 Musikwissenschaften, Allgemeine Sprachwissenschaft und Philosophie an der Eberhard-Karls-Universität Tübingen; ab 1998 setzte er sein Studium an der Universität zu Köln fort, wo er 2002 mit dem Master abschloss. Zwischen 2002 und 2006 studierte er Elektronische Komposition am Institut für Computermusik und elektronische Medien der Folkwang-Hochschule Essen bis zum Diplomabschluss.
Zwißler führte 2006 die Klangregie bei der Musiktheaterproduktion Monsieur Arriere’s Makro Scrabble von Rochus Aust, Heinz Friedl und Arna Aley am Stadttheater Hagen sowie bei Werken von Karlheinz Stockhausen. Mit synthetisch produzierten oder aufgezeichneten Instrumentalklängen, Geräuschen, Field-Recordings und O-Ton-Material komponierte er elektroakustische Tonbandmusik, die 2019 im Deutschlandfunk vorgestellt wurde. Weiterhin realisierte er live-elektronische Performances, Installationen und Bühnenmusiken.
Als Interpret führte er Werke von Komponisten wie Ying Wang, Johannes Fritsch, Oxana Omelchuk und Simon Rummel auf. Mit Constantin Herzog, Fabian Jung und Julius Gabriel bildete er das Ensemble Blutiger Jupiter (Europa, 2016). Mit Marlies Debacker, Carl Ludwig Hübsch und Etienne Nillesen trat er 2020 beim Moers Festival auf, mit Janning Trumanns Trio No Sacrum 2023 beim Festival Tampere Jazz. Mit Luís Antunes Pena, Mark Polscher und Oxana Omelchuk bildet er das Ensemble Monopass.